# Stélla Christodoúlou
Stélla Christodoúlou (grec moderne : Στέλλα Χριστοδούλου), est une joueuse de volley-ball grecque née le 19 juillet 1991 à Athènes, Grèce. Elle mesure 1,84 m et joue au poste de centrale. Elle totalise plus de 125 sélections en équipe de Grèce.

## Clubs
| Club                | De        | À         |
| ------------------- | --------- | --------- |
| Enosi Výronas       | 2000-2001 | 2006-2007 |
| Panelinios Athènes  | 2007-2008 | 2009-2010 |
| Olympiakos Le Pirée | 2011-2012 | 2020-2021 |
| Aydın Büyükşehir    | jan 2021  | mai 2021  |
| Olympiakos Le Pirée | 2021-2022 | 2022-2023 |
| A.O. Thiras         | 2023-2024 | …         |

## Palmarès

### Équipe nationale
- Jeux méditerranéens
  - Finaliste : 2018.

### Clubs
- Challenge Cup
  - Finaliste : 2017.
  - Vainqueur : 2018.
- Championnat de Grèce
  - Vainqueur : 2013, 2014, 2015, 2016, 2017, 2018, 2019, 2020.
- Coupe de Grèce
  - Vainqueur : 2012, 2013, 2014, 2015, 2016, 2017, 2018, 2019.

### Distinctions individuelles
- Coupe de Grèce 2013-2014: MVP [1]
- Ligue européenne 2015 : Meilleur passeuse [2]
- Championnat de Grèce 2016-2017 : MVP [3]
- Championnat de Grèce 2017-2018: 22ème jour MVP [4]
- Challenge Cup féminine 2017-2018: MVP [5]
- Championnat de Grèce 2018-2019: 18e jour MVP [6]
- Coupe de Grèce 2018-2019: MVP [7]
- Championnat de Grèce 2018-2019: MVP [8]